# Bombardamento del consolato iraniano di Damasco
Il 1º aprile 2024, Israele ha attuato il bombardamento del consolato iraniano di Damasco, in Siria, distruggendo l’edificio che ospita la sua sezione consolare, portando la morte di 16 persone, tra cui diversi ufficiali del Corpo delle guardie della rivoluzione islamica e 2 civili siriani. L’attacco aereo ha avuto luogo durante un periodo di elevata tensione tra Israele e Iran e nel mezzo della guerra tra Israele e Hamas e del conflitto tra Israele e Hezbollah.
Si tratta dell'attacco più importante subito da un organo militare iraniano dalla morte del generale Qasem Soleimani, avvenuta il 3 gennaio 2020 per mano statunitense.
Numerosi paesi e organizzazioni internazionali hanno condannato l'attacco. Il bombardamento poi è stato il casus belli che ha successivamente innescato la risposta iraniana nella notte tra il 13 e il 14 aprile 2024.

## Contesto

### Precedenti attacchi israeliani contro l'Iran
A partire dal 2010, l'Iran ha accusato Israele di aver ucciso numerosi scienziati nucleari iraniani all'interno del Paese. Nel 2018, spie israeliane hanno fatto irruzione in una struttura militare iraniana a Teheran rubando alcuni documenti. Nel febbraio 2022, Israele è stato accusato di aver assassinato un comandante iraniano a Teheran. L’Iran ha anche accusato Israele di aver attaccato una struttura militare a Isfahan nel gennaio 2023.

### Guerra civile siriana
Dal 2011, l'Iran ha iniziato a mandare consiglieri militari in Siria in risposta alla guerra civile siriana, su richiesta del governo di Bashar al-Assad. Inoltre, è stato coinvolto nell'addestramento e nel finanziamento delle forze paramilitari di Hezbollah. Dallo scoppio della guerra civile siriana, Israele ha condotto centinaia di attacchi aerei contro postazioni iraniane e di Hezbollah all'interno della Siria.
Con l’inizio della guerra tra Israele e Hamas nell'ottobre 2023, Israele ha aumentato l’intensità dei suoi attacchi alla Siria. Dal 12 al 22 ottobre 2023, Israele ha lanciato almeno tre attacchi contro gli aeroporti in Siria, in particolare a Damasco e Aleppo. Inoltre, il 25 dicembre 2023 Israele ha eseguito l’assassinio nella capitale siriana di Damasco di Razi Mousavi, un generale iraniano di alto rango, e il 20 gennaio 2024 del generale di brigata Sadegh Omidzadeh, un ufficiale dell’intelligence della Forza Quds.

## Il consolato iraniano
L'obiettivo dell'attacco era un edificio consolare di cinque piani, che conteneva la residenza dell'ambasciatore iraniano in Siria. L'edificio era accanto all'ambasciata iraniana principale a Damasco. Di fronte all'edificio c'era una targa che recitava che l'edificio appartiene alla "sezione consolare dell'ambasciata iraniana". L'attacco israeliano ha distrutto l'intero edificio. L'ambasciatore iraniano è sopravvissuto, poiché si trovava nell'edificio adiacente alla sua residenza al momento dell'attacco.
Il generale iraniano Mohammad Reza Zahedi della Forza Quds, alloggiava in questo edificio al momento dell'attacco, insieme ad altri comandanti. Il governo della Siria invita ufficiali iraniani a prestare servizio come consiglieri militari dal 2011. La maggior parte delle ambasciate in tutto il mondo ospita personale militare e di intelligence. Gli analisti hanno sostenuto che gli ufficiali iraniani probabilmente si sentivano protetti dal diritto internazionale che proibisce gli attacchi contro le missioni diplomatiche. Fonti suggeriscono che gli ufficiali iraniani stavano discutendo di "logistica operativa e coordinamento" oppure che potrebbero essersi incontrati con membri della Jihad islamica palestinese.

## L'attacco
Il 1º aprile, l'edificio annesso del consolato iraniano (che ospita la residenza dell'ambasciatore iraniano) nel complesso dell'ambasciata iraniana a Damasco è stato distrutto da un attacco aereo israeliano. L'ambasciatore iraniano Hossein Akbari ha affermato che l'edificio del consolato "è stato preso di mira da sei missili degli aerei da guerra israeliani F-35". Il Guardian ha affermato che gli aerei da guerra israeliani erano responsabili dell'attacco. Il New York Times ha affermato che quattro funzionari israeliani hanno confermato in forma anonima la responsabilità israeliana dell'attacco. Il governo israeliano ha rifiutato di commentare la questione.
Il presunto obiettivo primario dell'attacco era il comandante della Forza Quds, il generale di brigata Mohammad Reza Zahedi, che è stato ucciso nell'attacco. Zahedi era una figura importante nelle relazioni tra Iran e Hezbollah.
I filmati e le foto dell'area del consolato dopo l'attacco hanno mostrato danni estesi, fuoco e fumo. I media iraniani hanno riferito che l'edificio era stato completamente distrutto e che l'ambasciatore e la sua famiglia, che erano ospitati nell'ambasciata accanto, erano illesi.
Anche l'edificio inutilizzato dell'ambasciata canadese dall'altro lato dell'edificio consolare è stato danneggiato nell'attacco, con almeno alcune delle sue finestre distrutte. È stato chiuso dal 2012 a causa della guerra civile siriana, ma è ancora di proprietà del governo canadese.

## Vittime
In totale sono state uccise sedici persone, tra cui sette soldati del Corpo delle Guardie della Rivoluzione Islamica, cinque miliziani sostenuti dall'Iran, un combattente di Hezbollah, un consigliere iraniano e due civili (una donna siriana e suo figlio).
Oltre a Zahedi, le vittime includevano Mohammad Hadi Haji Rahimi, che aveva il ruolo di vice generale di brigata di Zahedi, e cinque funzionari iraniani: Hossein Aman Elahi, Sayid Mehdi Jalalati, Ali Agha Babaei, Sayid Ali Salehi Roozbahani e Mohsen Sedaghat.

## Reazioni internazionali
Paesi che hanno condannato gli attacchi israeliani all'ambasciata iraniana
     Paesi che hanno espresso preoccupazione
     Paesi che hanno espresso preoccupazione e chiesto ulteriori indagini

Paesi che hanno condannato gli attacchi israeliani all'ambasciata iraniana
Paesi che hanno espresso preoccupazione
Paesi che hanno espresso preoccupazione e chiesto ulteriori indagini

Il portavoce del segretario generale delle Nazioni Unite ha condannato l'attacco. Enti ufficiali di molti Paesi hanno condannato l'attacco e lo hanno considerato una violazione del diritto internazionale, tra cui il Primo Ministro dell'Iraq, il Primo Ministro della Spagna, il Presidente del Nicaragua, e i ministeri degli esteri di Afghanistan, Algeria, Arabia Saudita, Armenia, Brasile, Bielorussia, Cina, Cuba, Egitto, Indonesia, Giordania, Kazakistan, Kuwait, Libano, Libia, Malesia, Maldive, Mauritania, Norvegia, Oman, Pakistan, Qatar, Russia, Sudafrica, Sierra Leone, Tagikistan, Tunisia, Turchia, Emirati Arabi Uniti, Uzbekistan, Venezuela e Vietnam.
Gli Stati Uniti, accusati di complicità dall'Iran, hanno negato qualsiasi responsabilità nell'attacco dicendo di non essere stati informati da Israele.
La Russia ha chiesto al Consiglio di sicurezza delle Nazioni Unite di discutere l'attacco. Una dichiarazione di condanna dell'attacco è stata redatta dalla Russia per essere rilasciata dal Consiglio di sicurezza, ma gli stati membri occidentali si sono opposti all'emissione di qualsiasi dichiarazione.
Anche l'Unione Europea, la Lega araba, il Consiglio di cooperazione del Golfo, l'Organizzazione della cooperazione islamica, e l'Organizzazione per la cooperazione di Shanghai hanno condannato l'attacco.